# جمهوری سوم فرانسه
جمهوری سوم (به فرانسوی: Troisième République) به حکومت فرانسه در دوران بین ۴ سپتامبر ۱۸۷۰ (فروپاشی امپراتوری دوم فرانسه طی جنگ فرانسه و پروس) و ۱۰ ژوئیه ۱۹۴۰ (سقوط فرانسه در جنگ جهانی دوم که منجر به تشکیل فرانسه ویشی شد) گفته می‌شود.
روزهای اول جمهوری سوم عمدتاً دستخوش آشوب و اغتشاش سیاسی ناشی از جنگ فرانسه و پروس در ۱۸۷۱-۱۸۷۰ بود، جنگی که پس از سقوط ناپلئون سوم در سال ۱۸۷۰، جمهوری به آن ادامه داد. پس از آنکه جنگ به ازدست‌رفتن مناطق آلزاس (به‌جز تریتوآر دو بلفور) و لورن (بخش شمال شرقی یعنی موزل امروزی)، شورش اجتماعی و ایجاد کمون پاریس انجامید، پروسی‌ها غرامت‌های سنگینی علیه فرانسه تعیین کردند. نخستین دولت‌های جمهوری سوم، بازگرداندن نظام پادشاهی را مورد بررسی قرار دادند اما نتوانستند اختلاف‌نظرهایی که درباره ماهیت پادشاهی و فرد شایسته پادشاهی را حل و فصل کنند. جمهوری سوم در اصل به عنوان یک دولت موقت ایچاد شده بود اما در نهایت تبدیل به شکل دائمی حکومت فرانسه شد.
قانون اساسی این جمهوری در سال ۱۸۷۵ تدوین شد. طبق این قانون فرانسه دارای دو مجلس عوام و سنا بود که رئیس‌جمهور با تأیید مجلس سنا می‌توانست مجلس عوام را منحل کند. مجلس سنا دارای ۳۰۰ عضو بود که یک چهارم آن‌ها مادام العمر بودند.

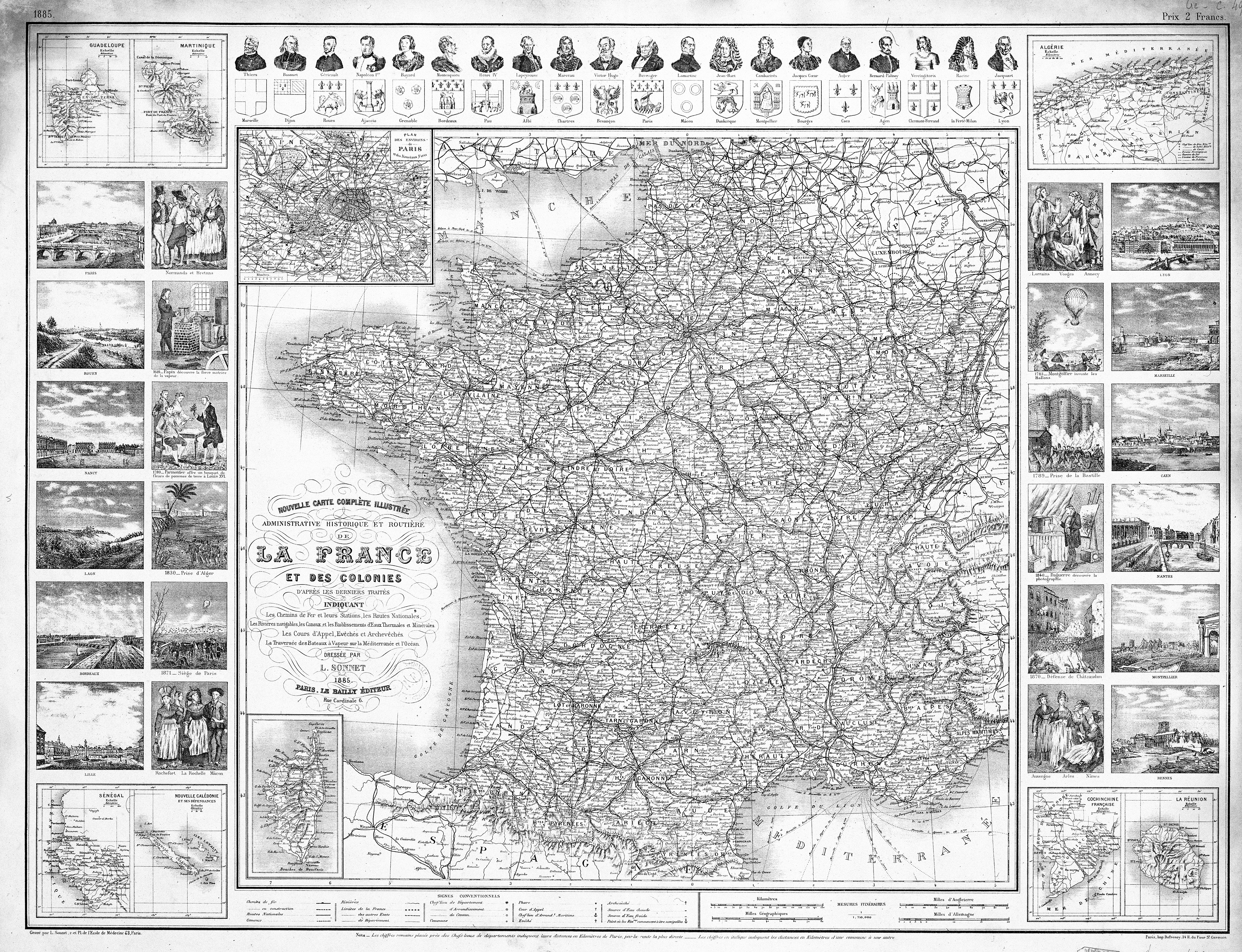
نقشهٔ فرانسه و مستعمراتش در زمان جمهوری سوم

اولین رئیس‌جمهور فرانسه مارشال مک ماهون نام داشت. البته باید توجه داشت که ابتدا کشمکش‌های زیادی بین جمهوری‌خواهان، سلطنت طلبان و کلیسا به وجود آمد و در واقع جمهوری‌خواهان در سال ۱۹۰۵ بر رقبای خود پیروز شدند و در این سال بود که حکومت جمهوری در این کشور تثبیت شد. دوران شکوفایی جمهوری سوم تا سال ۱۹۱۴ یعنی آغاز جنگ جهانی اول بود.
از سال ۱۸۷۰ تا ۱۹۱۴ درآمد ملی فرانسه تقریباً دو برابر شد، تولید صنایع به سه برابر و سرمایه‌گذاری خارجی به شش برابر رسید. میزان دستمزدهای واقعی پنجاه درصد و تجارت خارجی ۷۵ درصد افزایش یافت. حدود ۱۲۵٬۰۰۰ مایل بزرگراه جدید احداث شد. فرانسه در سال ۱۹۱۳ به بزرگ‌ترین تولیدکننده اتومبیل در اروپا تبدیل شد. در این سال صادرات اتومبیل در فرانسه به ۴۵۰۰۰ دستگاه رسید. طی این مدت ۵۶٬۰۰۰ مایل راه‌آهن احداث شد. فرانسه در زمینه کشاورزی نیز به پیشرفت‌های قابل ملاحظه‌ای دست یافت. ارزش تولیدات کشاورزی این کشور که در سال ۱۸۶۰ شش میلیارد فرانک بود در سال ۱۹۱۳ به ۱۱ میلیارد فرانک رسید و فرانسه بعد از آمریکا و روسیه به سومین صادرکننده گندم در جهان تبدیل شد.
با شروع جنگ اول جهانی آلمان در ماه اگوست سال ۱۹۱۴ از طریق بلژیک به فرانسه حمله کرد. فرانسه در این جنگ ۱٬۳۷۵٬۰۰۰ کشته؛ ۴٬۲۶۶٬۰۰۰ زخمی و ۵۳۷٬۰۰۰ ناپدید و اسیر بجا گذاشت. سرانجام جنگ اول جهانی در یازدهم نوامبر ۱۹۱۸ پایان یافت.
منبع: The Collapse of Third Republic by William L. Shirer
1. ↑  البته آدولف تیر اولین رییس جمهور در جمهوری سوم محسوب می‌شد و مارشال مک ماهون اولین رییس دولت قانون اساسی جدید بود